# Renilla reniformis
Renilla reniformis o Pensamiento del Mar, como se le denomina en algunas regiones, se encuentra, con bastante frecuencia, arrastrado por las olas en las playas al noreste de Florida, por  lo general después de los vientos del noreste. También se pueden encontrar a menudo habitando en la zona intermareal (in situ) completamente enterrado en la arena. Su depredador es la babosa de mar a rayas, Armina tigrina

## Estructura
Renilla reniformis es un conjunto de pólipos con diferentes formas y funciones. Entre ellos destacan: un pólipo único, el gigante de hasta dos pulgadas de largo, el cual constituye el de anclaje (pedúnculo). Este pedúnculo puede ser distendido para mejor anclaje de la colonia en el sustrato.
El cuerpo del pensamiento pareciera como que lleva muchas pequeñas anémonas, que son los pólipos de alimentación, llamados autozoides. Un grupo de pólipos tentaculares forman una válvula que se encarga de la salida y entrada de agua a la colonia, esto permite  liberar el agua para desinflar la colonia. Si la colonia está en una barra de arena durante la marea baja, por lo general se desinfla y se cubre con una fina capa de arena limosa. Pequeños puntos blancos entre los pólipos de alimentación, son los pólipos sifonozoides, que actúan como bombas para expandir o desinflar la colonia.
Los pólipos de alimentación secretan un moco pegajoso, para atrapar pequeños organismos suspendidos en el agua.
La rigidez de la colonia y el color violeta provienen de la presencia de espículas de carbonato de calcio en los tejidos de los pólipos.

## Distribución
Renilla reniformis se encuentra desde la costa de Carolina del Norte a Florida, y del Mar Caribe hasta las costas del Brasil. A diferencia de Renilla muelleri, que no ocurre en el Golfo de México. También podemos encontrar Renilla en las costas de Uruguay, como ser la desembocadura del Río de la Plata, en las costas Atlánticas y costa rochense.

## Bioluminiscencia
El pensamiento del mar es notablemente bioluminiscente cuando se les molesta, debido a la interacción entre una luciferasa (Renilla-luciferina 2-monooxigenasa) y una proteína verde fluorescente, ambas moléculas que se han vuelto extremadamente importantes recientemente para la ciencia biológica moderna.

### Video
- Youtube: My Sea Pansy Suspension-Feeding!

http://www.scielo.cl/pdf/imar/v27/art13.pdf
- Datos: Q288773
- Especies: Renilla reniformis